# Selaginella finitima
Selaginella finitima är en mosslummerväxtart som beskrevs av John Thomas Mickel och Joseph M. Beitel.
Selaginella finitima ingår i släktet mosslumrar och familjen mosslummerväxter. Inga underarter finns listade i Catalogue of Life.